# Caricea pallipalpis
Caricea pallipalpis är en tvåvingeart som först beskrevs av Zetterstedt 1845.  Caricea pallipalpis ingår i släktet Caricea och familjen husflugor. Inga underarter finns listade i Catalogue of Life.